# Charles D. B. King
Charles Dunbar Burgess King (n. Monrovia, 12 de marzo de 1875 – ibídem, 4 de septiembre de 1961) fue un diplomático y político liberiano de ascendencia américo-liberiana y criolla de Sierra Leona que fungió como el decimoséptimo presidente de la República de Liberia entre 1920 y 1930. Antes de ejercer la presidencia, King ocupó varios cargos diplomáticos, que volvería a ocupar luego de dejar el poder. En 1912 fue designado Ministro de Relaciones Exteriores en el gobierno de Daniel Edward Howard. Como tal en 1919 participó en la Conferencia de Paz de París como representante de Liberia y fue co-signatario del Tratado de Versalles.
Su presidencia se dio durante el régimen de la minoría américo-liberiana, por lo que el país era un estado de partido único de facto bajo el liderazgo del Partido Whig Auténtico (TWP) del que King era miembro. Durante la misma, a pesar de tímidos movimientos de reformistas, el régimen se mantuvo inamovible. Su victoria en las elecciones generales de 1927 está catalogada en el Libro Guinness de los récords como "la elección más fraudulenta jamás registrada en la historia". Obtuvo 243 000 votos y solo había 25 000 votantes legítimos.
Entre 1928 y 1930, el gobierno de King se vio sacudido por un escándalo político luego de que el líder de la oposición Thomas J. Faulkner denunciara que dirigentes de alta importancia dentro de su administración y su partido se beneficiaban económicamente del trabajo forzado en condiciones de esclavitud, vendiendo esclavos no américo descendientes a la colonia española de Fernando Poo. Ante la posibilidad de que la Sociedad de Naciones, que escuchó el reclamo, interviniera militarmente en Liberia, la Cámara de Representantes inició un proceso de juicio político contra King, quien dimitió el 3 de diciembre de 1930 para evitar represalias. Su vicepresidente Allen Yancy, uno de los principales implicados en el escándalo, también renunció, por lo que King fue sucedido por Edwin Barclay.
Falleció a la edad de 86 años en 1961.